# O (Kana)
Das Silbenschriftzeichen (Kana) お (Hiragana) und オ (Katakana) (romanisiert o) nimmt den fünften Platz im japanischen Alphabet ein, es steht zwischen え und か. Im Iroha befindet es sich auf Platz 27, zwischen の und く. In der nebenstehenden Tabelle (geordnet nach Spalten, von rechts nach links) steht お in der ersten Spalte (あ行, "A Spalte") und in der fünften Reihe (お段, "O-Reihe"). Beide repräsentieren [[o]] .
| Form                          | Rōmaji      | Hiragana                   | Katakana                   |
| ----------------------------- | ----------- | -------------------------- | -------------------------- |
| Normal a/i/u/e/o (あ行 a-gyō) | o           | お                         | オ                         |
| Normal a/i/u/e/o (あ行 a-gyō) | ou oo, oh ō | おう, おぅ おお, おぉ おー | オウ, オゥ オオ, オォ オー |

## Ableitung
お und オ wurden, via man'yōgana, vom Kanji 於 abgeleitet.

## Varianten
Die verkleinerten Formen der Kana (ぉ, ォ) werden verwendet, um in der japanischen Sprache fremde Phone darzustellen, zum Beispiel フォ (fo).

## Strichfolge
|  |  |

Das Hiragana お wird mit drei Strichen gezeichnet:
1. Oben links eine kurze waagerechte Linie.
2. Oben durch die Mitte des ersten Strichs eine senkrechte Linie nach unten, weiter eine kurze Diagonale nach oben links, gefolgt von einer offenen Kurve (ähnlich einem dreiviertel "o") nach rechts und dann unten kurz rechts neben der Senkrechten endend.
3. Mitte rechts ein kurzer, geschwungener diagonaler Strich über dem Bogen des zweiten Strichs.

Das Katakana オ besteht aus drei Strichen:
1. Oben ein waagerechter Strich von links nach rechts.
2. Oben rechts ein Strich senkrecht nach unten durch das rechte Drittel des ersten Strichs.
3. Ausgehend vom Schnittpunkt beider Striche eine Diagonale nach unten links.

## Weitere Darstellungsformen
- In japanischer Brailleschrift:[3]

- Der Wabun-Code ist: ・－・・・
- In der japanischen Buchstabiertafel wird es als „大阪のオ“ (Osaka no O) buchstabiert.

## Verwendung und Grammatik
als Höflichkeitspräfixzum Ausdruck der Höflichkeit kann Hiragana お verschiedenen Wortarten (meist dem Substantiv, Verb oder den japanischen Formen des Adverbs und Adjektivs (Keiyoushi, Keiyoudoshi und Rentaishi)) vorangestellt werden.

„Beispiel: お名前は何とおっしゃいますか。
Onamae wa nan to osshaimasu ka.
Wie ist [Ihr] Name?“